# Dracaena aurea
Dracaena aurea är en sparrisväxtart som beskrevs av Horace Mann. Dracaena aurea ingår i släktet dracenor, och familjen sparrisväxter. Inga underarter finns listade i Catalogue of Life.

## Bildgalleri

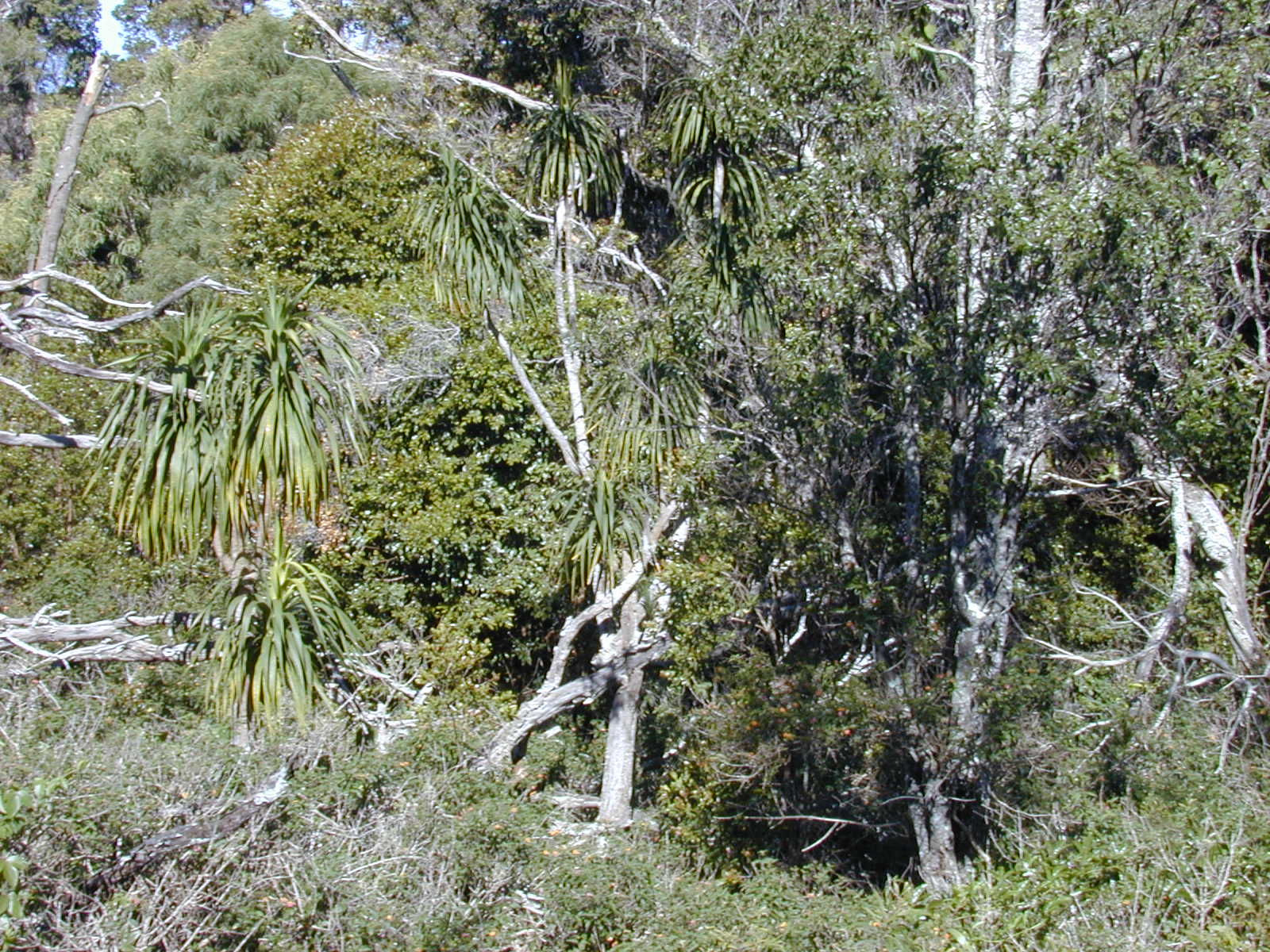
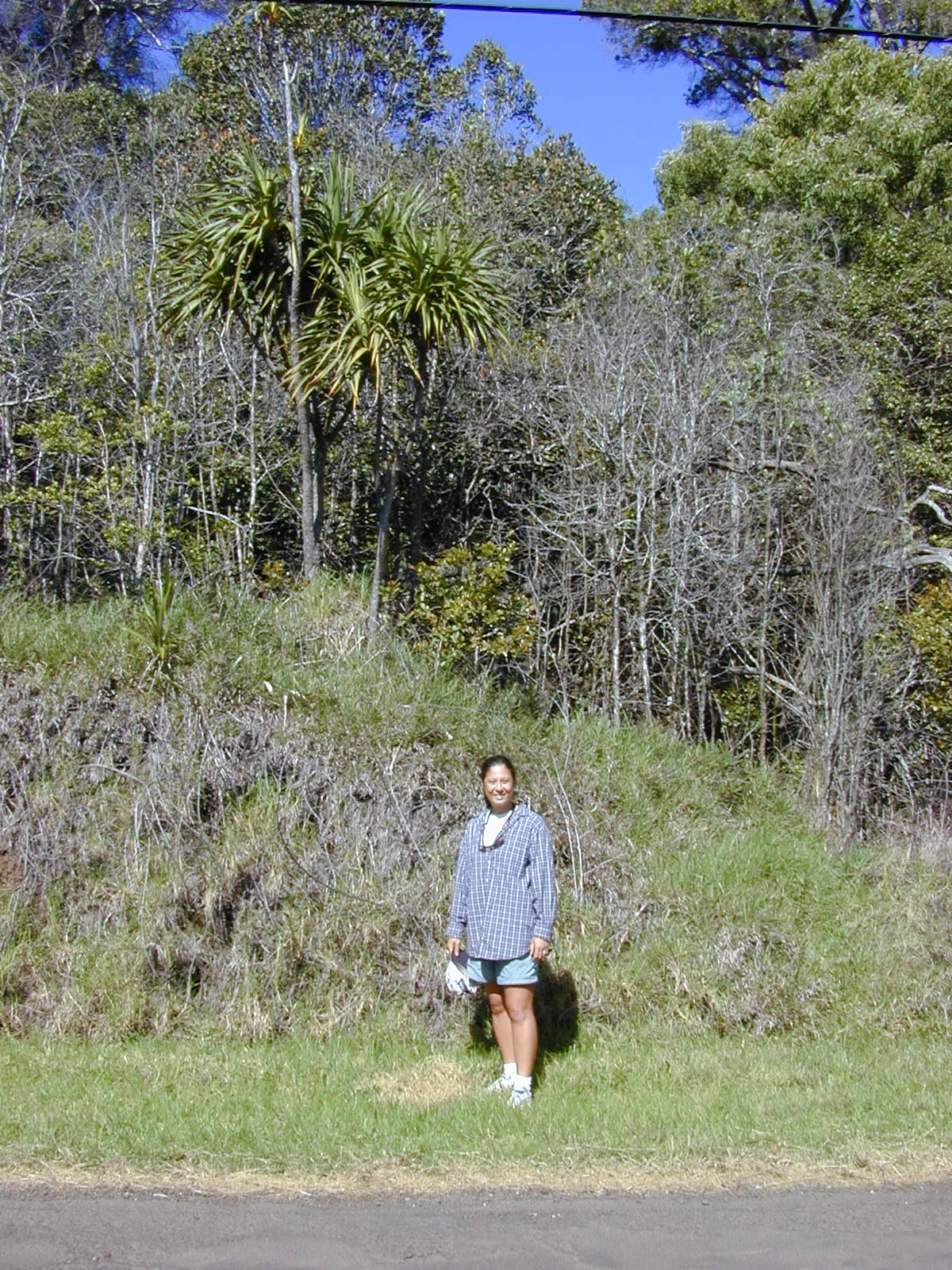